# Markus Rosenberg
Nils Markus Rosenberg (Malmö, 27 september 1982) is een Zweedse oud-voetballer, die zijn profcarrière in 2001 begon bij Malmö FF, waar hij ook zijn jeugd doorlopen had en zijn loopbaan in 2019 afsloot. Zijn bijnaam luidt Macka.

## Clubcarrière

### Malmö FF
Rosenberg debuteerde in een wedstrijd tegen AIK. Zijn eerste officiële doelpunt voor Malmö maakte hij op 2 juli 2001 in een competitie wedstrijd thuis tegen GIF Sundsvall (2-0 winst).
Zijn Europese debuut maakte hij in de kwalificatieronde voor de UEFA Cup op 28 augustus 2003 in een uitwedstrijd bij Portadown dat over 2 wedstrijden te sterk was voor Malmö. 
Bij Malmö speelde Rosenberg drie seizoenen, voordat hij in 2004 werd verhuurd aan Halmstad.

### Halmstads BK (verhuur)
Rosenberg maakte zijn debuut voor Halmstads op 5 april 2004 in een competitie wedstrijd uit bij Örebro SK (5-2 winst), in deze wedstrijd scoorde hij tevens zijn eerste officiële doelpunt voor Halmstads. Na één seizoen bij Halmstads, waarin hij Zweeds topscorer werd met 14 doelpunten, keerde hij terug naar Malmö.

### Malmö FF (2e periode)
Halverwege het Zweedse seizoen 2005 werd hij verkocht aan Ajax.

### Ajax
Bij de Amsterdamse club maakte hij op 10 augustus 2005 zijn officiële debuut, in een uitwedstrijd in de derde Champions League-voorronde tegen Brøndby IF, die in 2-2 eindigde. Hij scoorde de 0-1. Ook in zijn eerste wedstrijd in de Eredivisie wist Rosenberg het net te vinden. Hij maakte de 0-2, en bepaalde daarmee de eindstand, in de uitwedstrijd tegen RBC Roosendaal.
Nadat het de eerste maanden bij Ajax als spits in het 4-3-3 systeem niet zo goed ging, is hij omgeturnd tot linksbuiten. De laatste tijd zat hij bij Ajax vooral op de bank.

### Werder Bremen
Eind januari 2007 kreeg Rosenberg een aanbod van Werder Bremen, dat hij aanvaardde.
Op 28 januari 2007 maakte Rosenberg zijn debuut voor Werder Bremen in een competitie wedstrijd thuis tegen Hannover 96 (3-0 winst). 
Zijn eerste officiële doelpunt voor Werder scoorde hij op 11 maart 2007 in de competitie wedstrijd uit bij Bayern München (1-1).
In het seizoen 2007/08 maakte Rosenberg op 29 augustus 2007 zijn Europese debuut voor Werder Bremen in een uitwedstrijd in de derde Champions League-voorronde tegen Dinamo Zagreb, die werd gewonnen met 3-2. Zijn eerste Europese doelpunt voor Bremen scoorde hij op 28 november 2007 in Champions League wedstrijd thuis tegen Real Madrid op 28 november 2007, die met 3-2 werd gewonnen. Met Werder Bremen was hij dat seizoen runner-up in de Likapokal.
In de eerste wedstrijd voor de DFB-Pokal in het seizoen 2008/09 uit bij Eintracht Nordhorn op 9 augustus 2008 scoorde hij 4 maal. In dat seizoen was hij met Werder Bremen runner-up in de UEFA Cup en won hij de DFB-Pokal op 30 mei 2009.

### Racing Santander (verhuur)
Gedurende het seizoen 2010/11 werd Rosenberg door Werder Bremen verhuurd aan Racing Santander. Voor Racing Santander maakte hij op 11 september 2010 zijn debuut in de Primera Division uit bij Valencia CF (0-1 verlies). Zijn eerste doelpunt scoorde hij in de thuiswedstrijd tegen Osasuna op 31 oktober 2010, in deze wedstrijd scoorde hij 2 maal.

### Werder Bremen (2e periode)
Na zijn verhuurperiode aan Racing Santander speelde hij nog een seizoen voor Werder Bremen waarna hij transfervrij vertrok naar het Engelse West Bromwich Albion FC.

### West Bromwich Albion FC
Voor West Bromwich Albion FC maakte hij op 25 augustus 2012 zijn debuut in de Premier League in de uitwedstrijd tegen Tottenham Hotspur FC, die eindigde in 1-1.

### Malmö FF (3e periode)
In 2014 keerde Rosenberg terug bij Malmö FF. Hij sloot zijn loopbaan in 2019 af.

## Interlandcarrière
Op 22 januari 2005 maakte hij zijn debuut voor het Zweeds nationaal elftal in een vriendschappelijke wedstrijd tegen Zuid-Korea. In deze wedstrijd maakte hij ook meteen zijn eerste doelpunt voor het nationale elftal, door vlak voor tijd de 1-1 aan te tekenen. Tot nu toe (augustus 2014) speelde hij drieëndertig interlands. Zijn zaakwaarnemer is de voormalige Zweedse topspits Martin Dahlin.

## Carrièrestatistieken
| Seizoen         | Club                      |                    | Competitie       | Competitie | Competitie | Beker | Beker | Internationaal | Internationaal | Overig | Overig | Totaal | Totaal |
| Seizoen         | Club                      | Wed.               | Competitie       | Dlp.       | Wed.       | Dlp.  | Wed.  | Dlp.           | Wed.           | Dlp.   | Wed.   | Dlp.   |        |
| --------------- | ------------------------- | ------------------ | ---------------- | ---------- | ---------- | ----- | ----- | -------------- | -------------- | ------ | ------ | ------ | ------ |
| 2001            | Malmö FF                  | Vlag van Zweden    | Allsvenskan      | 13         | 1          | 0     | 0     | —              | —              | —      | —      | 13     | 1      |
| 2002            | Malmö FF                  | Vlag van Zweden    | Allsvenskan      | 11         | 0          | 0     | 0     | —              | —              | —      | —      | 11     | 0      |
| 2003            | Malmö FF                  | Vlag van Zweden    | Allsvenskan      | 16         | 3          | 0     | 0     | 2              | 0              | —      | —      | 18     | 3      |
| Club totaal     | Club totaal               | Club totaal        | Club totaal      | 40         | 4          | 0     | 0     | 2              | 0              | 0      | 0      | 42     | 4      |
| 2004            | → Halmstads BK (huur)     | Vlag van Zweden    | Allsvenskan      | 26         | 14         | 0     | 0     | —              | —              | —      | —      | 26     | 14     |
| Club totaal     | Club totaal               | Club totaal        | Club totaal      | 26         | 14         | 0     | 0     | 0              | 0              | 0      | 0      | 26     | 14     |
| 2005            | Malmö FF                  | Vlag van Zweden    | Allsvenskan      | 12         | 4          | 0     | 0     | 0              | 0              | —      | —      | 12     | 4      |
| Club totaal1    | Club totaal1              | Club totaal1       | Club totaal1     | 52         | 8          | 0     | 0     | 2              | 0              | 0      | 0      | 54     | 8      |
| 2005/06         | Ajax                      | Vlag van Nederland | Eredivisie       | 31         | 12         | 4     | 0     | 8              | 2              | 4      | 1      | 47     | 15     |
| 2006/07         | Ajax                      | Vlag van Nederland | Eredivisie       | 9          | 0          | 1     | 2     | 5              | 3              | 1      | 0      | 16     | 5      |
| Club totaal     | Club totaal               | Club totaal        | Club totaal      | 40         | 12         | 5     | 2     | 13             | 5              | 5      | 1      | 63     | 20     |
| 2006/07         | Werder Bremen             | Vlag van Duitsland | Bundesliga       | 14         | 8          | 0     | 0     | 0              | 0              | 0      | 0      | 14     | 8      |
| 2007/08         | Werder Bremen             | Vlag van Duitsland | Bundesliga       | 30         | 14         | 3     | 1     | 11             | 1              | 1      | 0      | 45     | 16     |
| 2008/09         | Werder Bremen             | Vlag van Duitsland | Bundesliga       | 29         | 7          | 5     | 5     | 13             | 1              | —      | —      | 47     | 13     |
| 2009/10         | Werder Bremen             | Vlag van Duitsland | Bundesliga       | 18         | 1          | 1     | 0     | 6              | 3              | 0      | 0      | 25     | 4      |
| 2010/11         | Werder Bremen             | Vlag van Duitsland | Bundesliga       | 0          | 0          | 0     | 0     | 1              | 1              | —      | —      | 1      | 1      |
| Club totaal     | Club totaal               | Club totaal        | Club totaal      | 91         | 30         | 9     | 6     | 31             | 6              | 1      | 0      | 132    | 42     |
| 2010/11         | → Racing Santander (huur) | Vlag van Spanje    | Primera División | 33         | 8          | 2     | 0     | —              | —              | —      | —      | 35     | 8      |
| Club totaal     | Club totaal               | Club totaal        | Club totaal      | 33         | 8          | 2     | 0     | 0              | 0              | 0      | 0      | 35     | 8      |
| 2011/12         | Werder Bremen             | Vlag van Duitsland | Bundesliga       | 33         | 10         | 1     | 1     | —              | —              | —      | —      | 34     | 11     |
| Club totaal2    | Club totaal2              | Club totaal2       | Club totaal2     | 124        | 40         | 10    | 7     | 31             | 6              | 1      | 0      | 166    | 53     |
| 2012/13         | West Bromwich Albion FC   | Vlag van Engeland  | Premier League   | 24         | 0          | 3     | 1     | —              | —              | —      | —      | 27     | 1      |
| 2013/14         | West Bromwich Albion FC   | Vlag van Engeland  | Premier League   | 4          | 0          | 2     | 0     | —              | —              | —      | —      | 6      | 0      |
| Club totaal     | Club totaal               | Club totaal        | Club totaal      | 28         | 0          | 5     | 1     | 0              | 0              | 0      | 0      | 33     | 1      |
| 2014            | Malmö FF                  | Vlag van Zweden    | Allsvenskan      | 28         | 15         | 5     | 3     | 12             | 7              | —      | —      | 45     | 25     |
| 2015            | Malmö FF                  | Vlag van Zweden    | Allsvenskan      | 28         | 11         | 0     | 0     | 10             | 3              | —      | —      | 38     | 14     |
| 2016            | Malmö FF                  | Vlag van Zweden    | Allsvenskan      | 22         | 8          | 5     | 3     | 0              | 0              | —      | —      | 27     | 11     |
| 2017            | Malmö FF                  | Vlag van Zweden    | Allsvenskan      | 24         | 7          | 1     | 0     | 1              | 1              | —      | —      | 26     | 8      |
| 2018            | Malmö FF                  | Vlag van Zweden    | Allsvenskan      | 14         | 7          | 5     | 1     | 1              | 1              | —      | —      | 20     | 9      |
| 2019            | Malmö FF                  | Vlag van Zweden    | Allsvenskan      | 27         | 13         | 0     | 0     | 12             | 8              | —      | —      | 39     | 21     |
| Club totaal3    | Club totaal3              | Club totaal3       | Club totaal3     | 195        | 69         | 16    | 7     | 38             | 20             | 0      | 0      | 249    | 96     |
| Carrière totaal | Carrière totaal           | Carrière totaal    | Carrière totaal  | 426        | 143        | 38    | 17    | 82             | 31             | 7      | 1      | 573    | 192    |

1 N.B. Dit betreft een clubtotaal, dus een totaal van beide periodes bij Malmö FF.

2 N.B. Dit betreft een clubtotaal, dus een totaal van beide periodes bij Werder Bremen.

3 N.B. Dit betreft een clubtotaal, dus een totaal van de drie periodes bij Malmö FF.

## Erelijst

### Met Ajax
| Competitie           | Winnaar | Winnaar    | Runner-up | Runner-up |
| Competitie           | Aantal  | Jaren      | Aantal    | Jaren     |
| -------------------- | ------- | ---------- | --------- | --------- |
| Nationaal            |         |            |           |           |
| Nederlandse Beker    | 1x      | 2006       |           |           |
| Nederlandse Supercup | 2x      | 2005, 2006 |           |           |

### Met Werder Bremen
| Competitie | Winnaar | Winnaar | Runner-up | Runner-up |
| Competitie | Aantal  | Jaren   | Aantal    | Jaren     |
| ---------- | ------- | ------- | --------- | --------- |
| Nationaal  |         |         |           |           |
| DFB-Pokal  | 1x      | 2009    | 1x        | 2010      |
| Bundesliga |         |         | 1x        | 2008      |
| Europees   |         |         |           |           |
| UEFA Cup   |         |         | 1x        | 2009      |

### MetMalmö FF
| Competitie  | Winnaar | Winnaar          | Runner-up | Runner-up |
| Competitie  | Aantal  | Jaren            | Aantal    | Jaren     |
| ----------- | ------- | ---------------- | --------- | --------- |
| Nationaal   |         |                  |           |           |
| Allsvenskan | 3x      | 2014, 2016, 2017 | 1x        | 2002      |

### Individueel
| Competitie              | Winnaar | Winnaar | Runner-up | Runner-up |
| Competitie              | Aantal  | Jaren   | Aantal    | Jaren     |
| ----------------------- | ------- | ------- | --------- | --------- |
| Nationaal               |         |         |           |           |
| Topschutter Allsvenskan | 1x      | 2004    |           |           |